# Racopilum perrieri
Racopilum perrieri là một loài rêu trong họ Racopilaceae. Loài này được Thér. mô tả khoa học đầu tiên năm 1920.